# Hartlepool (borough)
Hartlepool – dystrykt o statusie borough i unitary authority w hrabstwie ceremonialnym Durham w Anglii. W 2011 roku dystrykt liczył 92 028 mieszkańców.

## Miasta
- Hartlepool

## Civil parishes
Brierton, Claxton, Dalton Piercy, Elwick, Greatham, Hart, Headland och Newton Bewley.

## Inne miejscowości
Middleton, Rift House, Seaton Carew, Sheraton i West Park.